# Schönenberg-Kübelberg
Schönenberg-Kübelberg település Németországban, Rajna-vidék-Pfalz tartományban. Lakosainak száma 5707 fő (2023. december 31.).

## Népesség
A település népességének változása:
| Lakosok száma | 4744 | 5602 | 5600 | 5530 | 5702 | 5707 |
|               | 1975 | 2017 | 2019 | 2021 | 2022 | 2023 |